# Andrej Wiebauer
Andrej Wiebauer es un deportista eslovaco que compitió en piragüismo en la modalidad de aguas tranquilas. Ganó una medalla de plata en el Campeonato Mundial de Piragüismo de 2005, en la prueba de K4 500 m, y cuatro medallas en el Campeonato Europeo de Piragüismo entre los años 1999 y 2005.

## Palmarés internacional
| Campeonato Mundial | Campeonato Mundial | Campeonato Mundial | Campeonato Mundial |
| Año                | Lugar              | Medalla            | Competición        |
| ------------------ | ------------------ | ------------------ | ------------------ |
| 2005               | Zagreb (Croacia)   | Medalla de plata   | K4 500 m           |
| Campeonato Europeo |                    |                    |                    |
| Año                | Lugar              | Medalla            | Competición        |
| 1999               | Zagreb (Croacia)   | Medalla de bronce  | K4 200 m           |
| 1999               | Zagreb (Croacia)   | Medalla de bronce  | K4 1000 m          |
| 2000               | Poznań (Polonia)   | Medalla de oro     | K4 200 m           |
| 2005               | Poznań (Polonia)   | Medalla de plata   | K4 500 m           |